# Ciner Media Group
Ciner Media Group (Ciner Medya Grubu) es un conglomerado medio turco establecido en 2007, parte del conglomerado de Ciner Holding. Entre otras propiedades que posee son el periódico Habertürk, Habertürk TV y Habertürk Radyo, y las estaciones de televisión Show TV, Show Türk y ShowMax. Es copropietaria de la cadena de televisión Bloomberg HT. También publica una amplia gama de revistas, incluyendo ediciones turcas de revistas internacionales como FHM.
De 2005 a 2007 era dueño de Sabah; el periódico fue incautado por la TMSF del gobierno. De 2005 a 2007, era dueño de la estación de televisión ATV. Previamente operaba con ambas licencias Dinç Bilgin de la Medya Group.
Ciner adquirió las propiedades de Haberturk en 2007 y Show TV en 2013.